# Bengt Zikarsky
Bengt Zikarsky (Alemania, 17 de julio de 1967) es un nadador alemán retirado especializado en pruebas de estilo libre, donde consiguió ser medallista de bronce olímpico en 1996 en los 4 x 100 metros.

## Carrera deportiva
En los Juegos Olímpicos de Atlanta 1996 ganó la medalla de bronce en los relevos de 4 x 100 metros libre con un tiempo de 3:17.20 segundos, tras Estados Unidos y Rusia (plata); y cuatro años antes, en las Olimpiadas de Barcelona 1992 ganó el bronce en los 4 x 100 metros libre.